# Tom meets Zizou – Kein Sommermärchen
Tom meets Zizou – Kein Sommermärchen ist ein Dokumentarfilm von Aljoscha Pause aus dem Jahr 2011. Der Film behandelt das Leben und die Karriere des Profifußballers Thomas Broich.

## Hintergrund und Handlung
Ab 2003 drehte Aljoscha Pause bis 2011 eine Langzeitdokumentation über den ehemaligen Bundesliga-Profi Thomas Broich. Sie schildert die Bundesligakarriere Broichs, die zunächst verheißungsvoll begann, jedoch nach zahlreichen sportlichen und persönlichen Rückschlägen und Enttäuschungen mit einem Wechsel zum australischen Verein Brisbane Roar im Jahr 2010 ihr vorläufiges Ende fand.
Das Ergebnis von circa 40 Treffen in diesen acht Jahren, bei denen über 100 Stunden Rohmaterial aufgenommen wurde, ein 135-Minuten-Kinofilm mit dem Titel Tom meets Zizou – Kein Sommermärchen, wurde am 25. März 2011 als Eröffnungsfilm auf dem 8. Internationalen Fußballfilmfestival 11mm in Berlin welturaufgeführt.
Der bundesweite Kinostart im Verleih von mindjazz pictures war am 28. Juli 2011. Das Projekt wurde unterstützt durch die DFB-Kulturstiftung.
Ab Ende 2011 folgte die Veröffentlichung auf DVD und Blu-ray sowie weitere, zum Teil internationale Festival-Screenings, unter anderem in Posen auf dem International Young Audience Film Festival, auf dem Thinking Football-Filmfestival in Bilbao, dem CINEfoot-Festival in Rio de Janeiro, dem Flutlicht Film Festival in Basel (am 1. Februar 2014 zusammen mit Trainer! zum Thementag „Scheitern“) oder dem Joga Bonito! Film Festival 2014 in Wien. 2015 lief der Film auf dem Fußball Film Festival Australia in Brisbane und 2018 und auf dem Fußball Film Festival in Beijing. Von Tom meets Zizou existieren somit mittlerweile Übersetzungen ins Englische, Polnische, Spanische und Portugiesische. Der WDR zeigte am 21. August 2012 eine 90-minütige Fernsehversion. Die  VoD-Veröffentlichung erfolgte in Deutschland am 12. Juni 2014. Im Dezember 2022 wurde der Film auf dem Soccer Film Festival in Seattle gezeigt.
Der Titel des Films ist an die ehemalige E-Mail-Adresse von Broich angelehnt. Adresspräfix war „tommeetszizou“ und verwies auf sein damaliges Vorbild Zinédine Zidane.

## Kritiken
„Ein Glück, dass es solche Filme noch gibt.“

„Tom meets Zizou ist weit mehr als eine Dokumentation. Es ist ein Stück Zeitgeschichte. Es ist eine Nah- und Langzeitaufnahme, wie es sie nie zuvor gab. Mit dem besten Nationalspieler, den Deutschland nie hatte.“

„Ohne Schnörkel, wie ein Präzisionswerkzeug, zeigt der Film dieses Suchen, Finden, Scheitern und wieder Aufstehen. Die Kamera ist immer genau dann vor Ort, wenn es darauf ankommt. Mit jedem Schritt, den der Film in der Zeit voranschreitet, ist man aufs Neue überrascht, gefesselt und berührt. Und Aljoscha Pause gelingt ein weiteres einzigartiges Porträt, das unser Bild vom Fußball dauerhaft ändern wird. Er hat Übung darin, nachdem er schon Filme über Alkohol oder Homosexualität im Lieblingssport der Deutschen gedreht hat. Und da muß jetzt einfach das Zitat von Jean-Luc Godard herhalten, daß das Drehen eines Films an sich schon ein revolutionärer Akt ist.“

„Vom modernen Fußball heißt es oft, ihm fehle es an „echten Typen“ – den Netzers, den Effenbergs, den Baslers. Mit Thomas Broich hat vergangenen Sommer ein solcher die deutsche Fußballbühne leise, still und heimlich verlassen. ‚Tom Meets Zizou’ wird bleiben.“

„Eine geistreiche Studie einer oft geistlosen Branche. Mit Brüchen, Wendungen, Lehren – und einem heilsamen Finale. Mit einer seltenen Offenheit entlarvt Broich im Film Floskeln und Scheinheiligkeit der Bundesliga.“

„Das interessante und erhellende, weitgehend chronologisch entwickelte Porträt eines unangepassten Individualisten. Eine grundlegende Analyse der Strukturen des Profifußballs liefert der Film dabei freilich nicht.“

## Auszeichnungen
Von der Deutschen Film- und Medienbewertung (FBW) erhielt die Dokumentation das Prädikat: Besonders Wertvoll. In der Begründung heißt es:

„Regisseur Aljoscha Pause hat seinen charismatischen und außergewöhnlichen Protagonisten fast zehn Jahre mit der Kamera begleitet. Dokumentiert werden Höhen und Tiefen eines Sportlers, der durch seine intelligenten und reflektierten Aussagen nicht nur sich selbst, sondern dem ganzen Geschäft mit dem runden Leder einen Spiegel vorhält. Dies ist mal beißend ironisch und mal entwaffnend ehrlich. Und nicht nur am dramaturgisch geschickt gestalteten Ende emotional und spannend aufgeladen – genau wie ein richtig gutes Fußballspiel.“

Außerdem erhält Tom meets Zizou – Kein Sommermärchen im Jahre 2012 den VDS-Fernsehpreis (für die 90-minütige Fernsehversion) und im Jahre 2013 die Nominierung als „Bester Fußballfilm aller Zeiten“.
Im Ranking der besten Fußballfilme aller Zeiten auf Filmstarts.de – anlässlich der Fußball-WM 2014 – belegte Tom meets Zizou Platz 1: "Fußballfilm-Spezialist Aljoscha Pause schuf mit „Tom Meets Zizou“ eine mitreißende und höchst unterhaltsame Dokumentation, die das knallharte Profi-Fußballgeschäft entlarvt und gleichzeitig ein hochinteressantes Porträt eines außergewöhnlichen Menschen liefert – ein herausragender Film."